# Syzygium alubo
Syzygium alubo är en myrtenväxtart som beskrevs av André Joseph Guillaume Henri Kostermans. Syzygium alubo ingår i släktet Syzygium och familjen myrtenväxter.
Artens utbredningsområde är Sri Lanka. Inga underarter finns listade i Catalogue of Life.